# Крістіна Грувз
Крістіна Грувз (англ. Kristina Groves; *4 грудня 1976, Оттава, Канада) — канадська ковзанярка, яка виступає в ковзанярському спорті на професійному рівні з 2000 року. Є лідером національної команди, брала участь в трьох зимових Олімпійських ігор здобувала двічі срібні медалі в 2006 році й одну бронзу в 2010 році в одиночних та командних змаганнях. Також має значні успіхи на світових форумах ковзанярів, завоювала 3 золоті медалі та 14 медалей нижчого ґатунку на Чемпіонатах світу й понад 50 перемог в інших престижних ковзанярських турнірах.

## Найкращі особисті результати
Станом на 21 листопада за Крістіною Грувз спостерігалися такі найкращі результати (за дисциплінами):
| Дистанція | Особистий час | Дата              | Місце події     |
| --------- | ------------- | ----------------- | --------------- |
| 500 м     | 38,75         | 18 березня 2006   | Калгарі, Канада |
| 1000 м    | 1:14,51       | 2 березня 2007    | Калгарі, Канада |
| 1.500 м   | 1:53,18       | 17 листопада 2007 | Калгарі, Канада |
| 3.000 м   | 3.58,62       | 4 березня 2007    | Калгарі, Канада |
| 5.000 м   | 6.54,55       | 19 березня 2006   | Калгарі, Канада |

## Медальні досягнення за дисциплінами
Станом на 21 листопада Крістіна Грувз здобувала трофеї на різних дистанціях (за дисциплінами):
| Досягнення        | 500 м | 1000 м | 1500 м | 3000 м | 5000 м | Командні |
| ----------------- | ----- | ------ | ------ | ------ | ------ | -------- |
| 1. «золото»       |       | 1      | 4      | 1      |        | 2        |
| 2. «срібло»       |       | 2      | 3      | 1      |        | 6        |
| 3. «бронза»       |       | 2      | 8      | 5      | 1      |          |
| «10-ка найкращих» |       | 14     | 21     | 21     | 9      | 2        |